# 神野新田

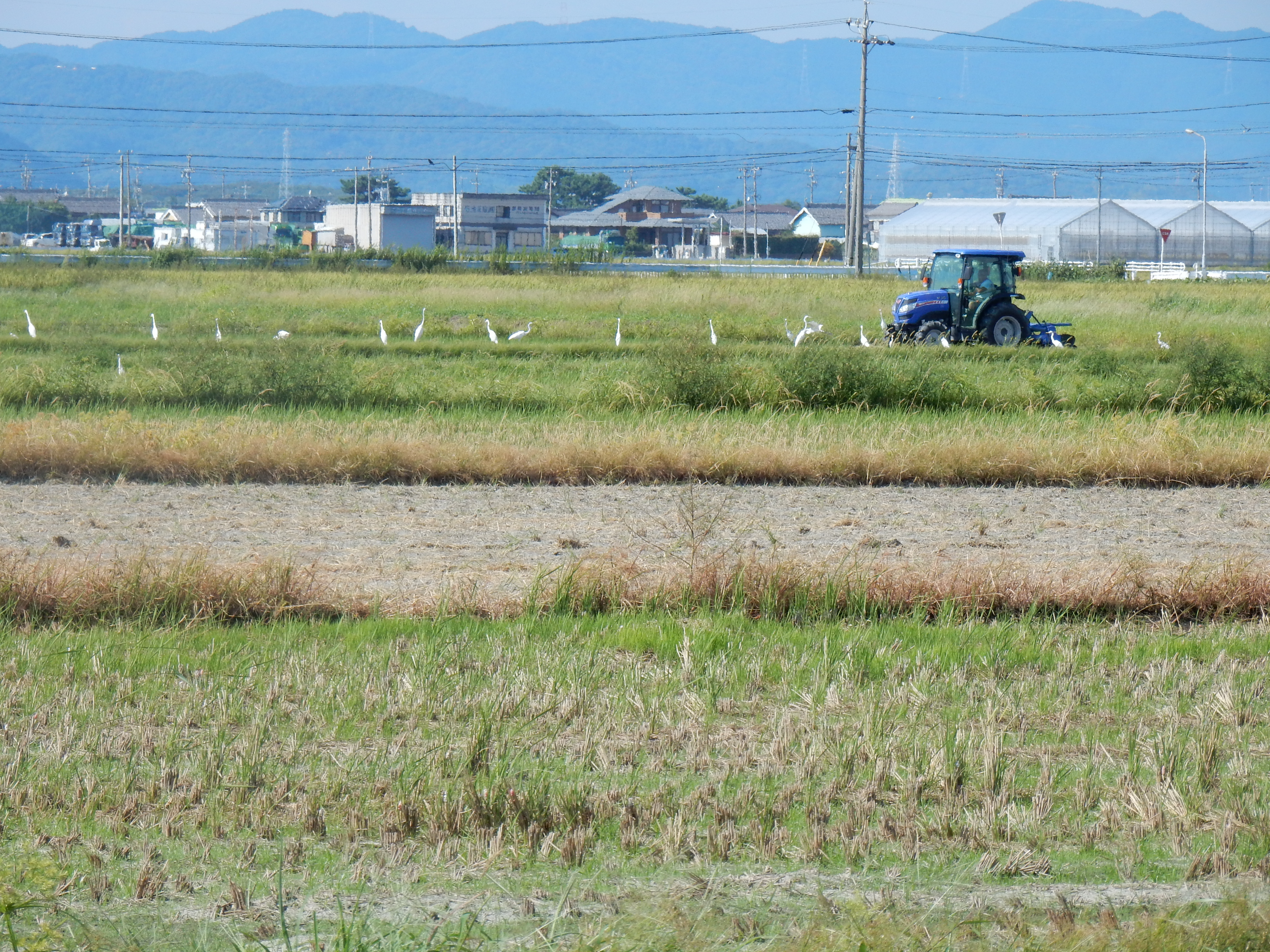
神野新田

神野新田（じんのしんでん）は、愛知県豊橋市の三河湾沿岸に位置する新田である。名称は開発者の神野金之助（じんの/かみの きんのすけ）にちなむ。
神野新田ができる以前には、同位置に通称・毛利新田（正式名は豊橋の旧名吉田より吉田新田）が存在した。毛利新田は、毛利祥久が第百十国立銀行（後の山口銀行）の融資事業としてあたったが、1891年（明治24年）の濃尾地震及び1892年（明治25年）の波浪により堤防が壊滅し、開発を断念している。
1893年（明治26年）に初代神野金之助が新田に係わるすべての権利を購入し、同年に工事を開始した。

## 歴史

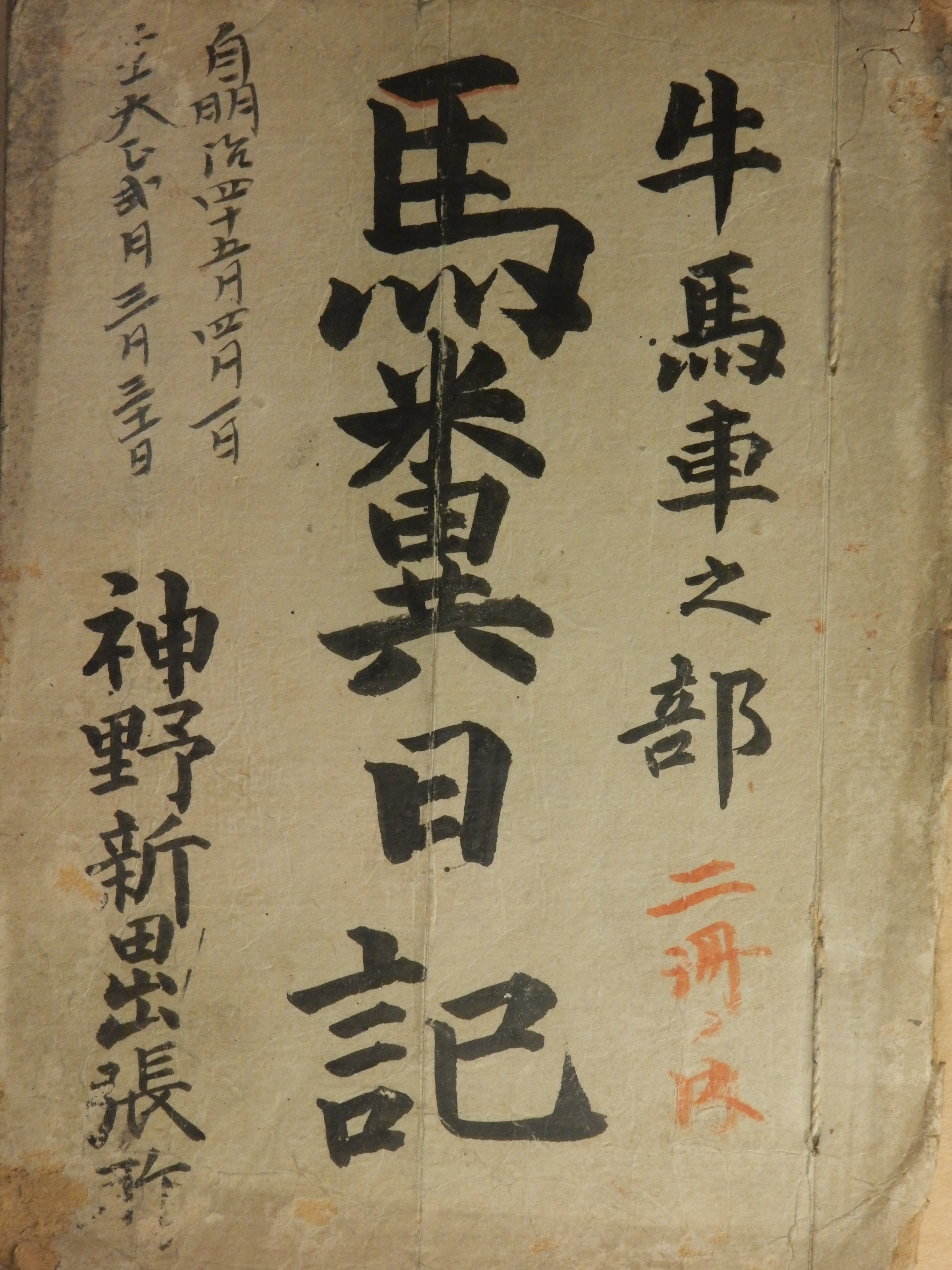
旧日本軍と神野新田開墾地の肥料（馬糞）のやり取りの記録

1885年（明治18年）、右田毛利家出身で第百十国立銀行の取締役だった毛利祥久が、愛知県令の勝間田稔から干拓事業を勧められたことが開発の始まりである。1888年（明治21年）に起工式が行われ、以後毛利祥久によって開発が進められたため、当時は毛利新田と呼ばれた（正式には豊橋の旧名である吉田から「吉田新田」であった）。
毛利新田は1889年（明治22年）に完成したが、澪留工事の直後、高潮により堤防が完全に破壊され、塩害の打撃を受けた。1890年（明治23年）5月に復旧したが、今度は1891年（明治24年）の濃尾地震、さらに1892年（明治25年）9月4日の暴風雨が高潮を伴って新田を襲い、壊滅的な被害を受けた。修復の目途が立たなかったため、毛利祥久はやむなく再築を断念した。
1893年（明治26年）、事業家の神野金之助が毛利新田を4万1000円で買収し、総工費70万円とも90万円ともいわれる巨額の費用を投じて新田・用水の修復にあたった。堤防を以前より6尺（1.8メートル）高くしたり、服部長七を招聘して人造石工法を取り入れるなど、毛利新田の失敗を教訓に改善が進められた。一日平均5000人の人夫が作業にあたり、また神野新田の開発に伴い牟呂用水の建設も進められた。堤防の総延長は12キロメートルに及び、特に重要な三号堤と四号堤には、33体の観音が100間（およそ182メートル）おきに安置された。これは仏教を篤く信奉していた神野の発案によるもので、住民が毎日巡拝することで堤防の安全を祈願するとともに、破損部分を早期に発見することが狙いであった。
1895年（明治28年）6月、牟呂村・磯辺村・大崎村の各村会の議決を経て、「吉田新田」から「神野新田」に改められた。
干拓地であったために当初は土壌の塩分濃度が高く、収穫量が非常に低かった。生活苦に耐えかねて土地を離れる小作人も多かったと伝わるが、収穫量はしだいに増加し、大正時代に入ると一応の安定をみるようになった。
1915年（大正4年）3月7日、騎兵第十九聯隊長として豊橋に在住していた竹田宮恒久王が、継嗣の恒徳王を伴って視察した。

## 神野新田資料館
1993年（平成5年）6月、神野新田開拓100周年を記念し、「神野新田資料館」が神野新田町字会所前に開館した。2階建ての建物で、1階には「地」をテーマとして記念碑の拓本や年表、立体地図模型や農機具などを展示し、2階には「水」をテーマにして牟呂用水の歴史や、昭和28年台風第13号の被害と復興、海苔養殖とその漁具などを展示している。